# West Sussex
Nyugat-Sussex (angolul West Sussex, IPA: [ˌwest ˈsʌs.ɪks]) Anglia egyik nem nagyvárosi és ceremoniális megyéje Délkelet-Anglia régióban. Közigazgatási székhelye Chichester.
A nem nagyvárosi és a ceremoniális megye területe megegyezik.

## Földrajza

Nyugat-Sussex domborzati térképe

Nyugat-Sussex a Brit-sziget délkeleti részén fekszik. Nyugatról Hampshire, északról Surrey, keletről East Sussex megyékkel határos. Délről a La Manche csatorna határolja. A maga 1991 km²-es területével 30. a 48 angol ceremoniális megye között és Anglia teljes területének 1,52%-át teszi ki.
A megye déli részén húzódik végig a South Downs nyugat-kelet irányú krétakő dombsága, amit az Arun és Adur folyó völgye tör át. A nyaranta kiszáradó Lavant folyó Chichestert szeli át. Északon, Surrey határánál is gyűröttebb a táj; itt emelkedik a megye legmagasabb dombja, a 280 m magas Blackdown. Nyugat-Sussex középső és keleti részén terült el valamikor a Weald erdőkkel borított hullámzó síksága.
Nyugat-Sussex Az Egyesült Királyság legnaposabb megyéje, évi átlagban 1902 órával. Különösen a tengerparton felhőtlen sokszor az ég, Bognor Regis az angol rekorder a maga 1990-ben mért 2237 napfényes órájával. Az éves átlaghőmérséklet 11 °C. A leghidegebb hónap a január 3 °C-os nappali átlaggal, míg júliusban a nappali átlag 20 °C körül van. A megyében 1976-ban mérték a legnagyobb meleget, 35,4 °C-ot.

## Története

### A boxgrove-i ember

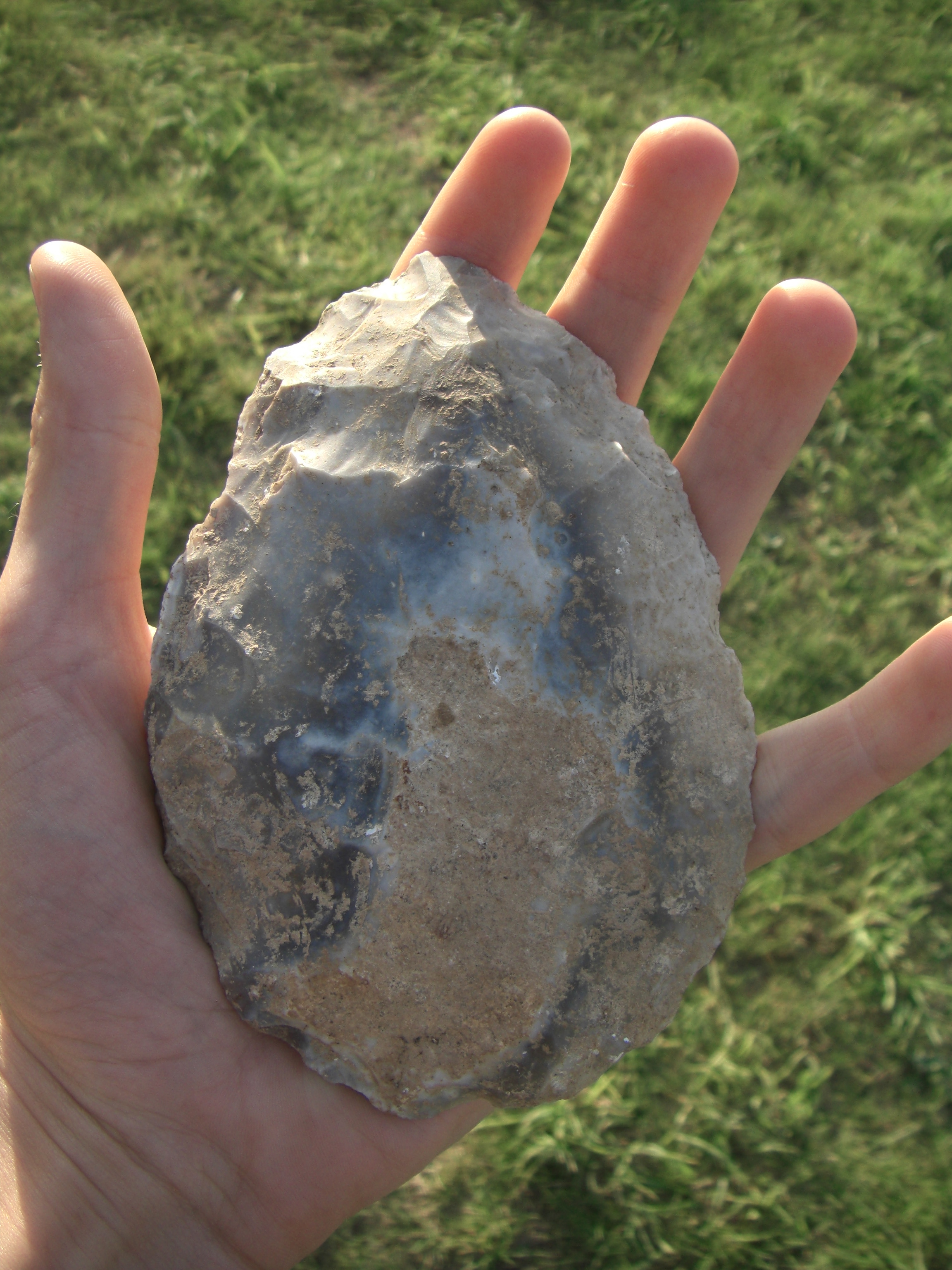
A boxgrove-i ember szakócája

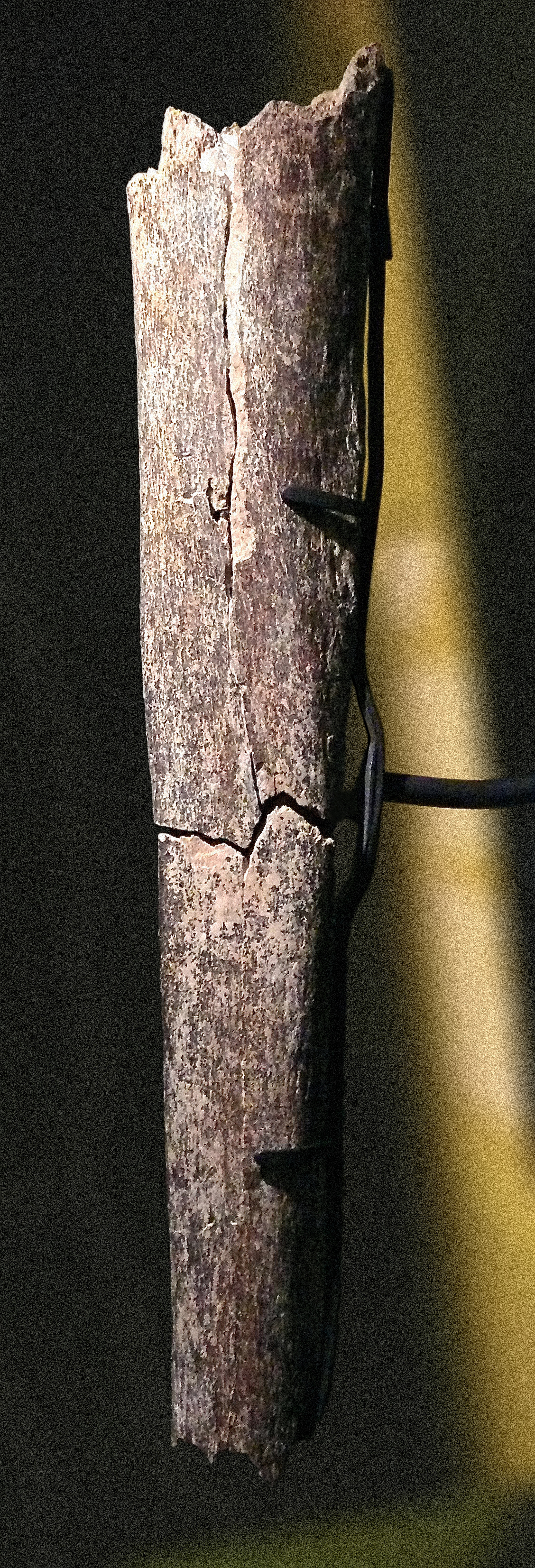
A boxgrove-i ember sípcsontja

Nyugat-Sussexben, Boxgrove mellett találták a Brit-szigetek legrégibb, félmillió éves hominida maradványait (korábbra datált, 7-800 ezeréves kőeszközök előkerültek Norfolkban és Suffolkban is).
A Boxgrove melletti Eartham Pit lelőhelyről kevés csontmaradvány került elő: egy heidelbergi ember (Homo heidelbergensis) sípcsontjának két, összeilleszthető töredéke és két foga. A sípcsont alapján a férfi (nő???) mintegy 180 cm magas és 89 kg lehetett. A környékről többfelé előkerült kőeszközök főleg az acheuli kultúra szakócái. Egy egykori munkahelyen 7-8 ember pattintott le szilánkokat valamilyen ismeretlen eszközzel egy-egy kovakődarabról, hogy szakócát készítsen belőle – a fennmaradt szilánkokból megállapították, hogy mindegyik jobbkezes volt.
A boxgrove-i ember maradványaihoz közel orrszarvúak, medvék és vöröshátú erdeipockok maradványai kerültek elő; föltételezik, hogy ezek az állatok voltak fő táplálékai. A fogak kopásának mintázatából arra következtetnek, hogy a húst rágás előtt valamilyen kézi eszközzel földarabolhatta.

### Írott történelem
A mai Sussex területét a római hódítás előtt a kelta atrebates törzs és a kelta-germán belgák szállták meg, majd miután Britannia római provincia lett, a szintén kelta regnenses törzs nyomult be ide, és ennek királyát, Cogidubnust a rómaiak is elismerték. A népvándorlás korában a part mentén erődöket építettek a szász betörések elhárítására, az angolszászok azonban megtelepedtek Britanniában, és hét királyságot hoztak létre. Ezek egyike volt Sussex (jelentése déli szászok), ami azonban csak rövid ideig volt önálló: előbb Wessex, majd Mercia vazallusa lett, végül grófságként betagozódott az egységes angol királyságba.
Sussexben a többi angol grófságtól eltérően a közigazgatási alegységek (járások) neve rape volt. A három-három keleti és nyugati rape-nek már a középkorban külön bírósága volt, és a 19. század elejétől parlamenti képviselőt is külön választottak. A megye hivatalosan 1865-ben vált ketté. Megyei tanácsot először 1889-ben választottak. Az 1974-es közigazgatási reformmal létrejött Nyugat-Sussex nem nagyvárosi és ceremoniális megye, amely mai formájában tartalmazza a korábban a keleti részhez kapcsolt Közép-Sussex (Mid Sussex) régiót is (Haywards Heath, Burgess Hill és East Grinstead városokkal).
A sussexi tyúkot már a római korban is tenyésztették, az egyik legrégibb baromfifajta a világon.

## Népesség
Lakossága 2014-ben 808 900 fő volt.
A megye legnagyobb települései: Crawley (109 883 fő), Worthing (104 600 fő), Horsham (55 657 fő), Burgess Hill (30 635 fő), Littlehampton (27 795 fő), Chichester (26 795 fő), Bognor Regis (24 064 fő), East Grinstead (23 942 fő), Haywards Heath (22 800 fő), Shoreham-by-sea (19 175 fő), Lancing (18 810 fő), Rustington (13 883 fő), Southwick (13 195 fő), Southwater (10 025 fő).

## Közigazgatás és politika
Nyugat-Sussexet 7 kerületre (district) osztják:
|  | 1. Worthing 2. Arun 3. Chichester 4. Horsham 5. Crawley 6. Mid Sussex 7. Adur |

A megye 8 képviselőt küld a parlament alsóházába. A 2015-ös választáson minden körzetben a Konzervatív Párt jelöltje győzött.

## Gazdasága
1995 és 2003 között a megye gazdasága 8,5 milliárd fontról 12,6 milliárd fontra nőtt. A mezőgazdaság 208 millióról 185 millióra esett vissza, az ipar 2,2 milliárdról 2,5 milliárdra növekedett, a szolgáltató szektor pedig 6,1 milliárdról 9,9 milliárdra bővült.
Littlehamptonban van a The Body Shop kozmetikumhálózat központja.

## Híres emberek
- Wilfrid Scawen Blunt költő

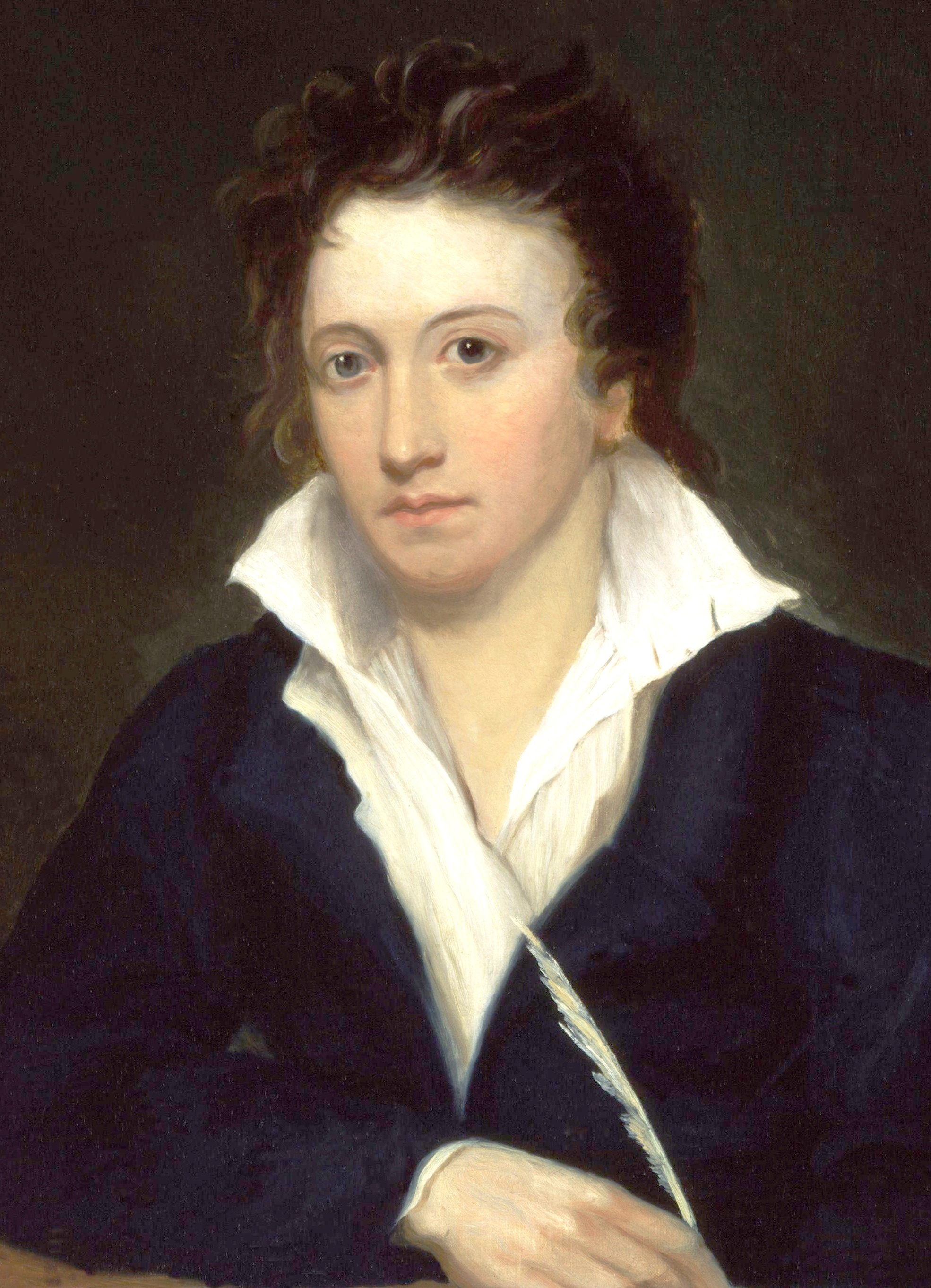
Shelley

- Richard Cobden politikus, üzletember
- William Collins költő
- John Frederick Charles Fuller katona
- Judy Geeson színész
- Eric Gill szobrász
- James Hannington misszionárius, anglikán szent
- Hammond Innes író
- Anna Massey színésznő
- Alan Minter ökölvívó
- Thomas Otway drámaíró
- John Pell matematikus
- Anita Roddick üzletasszony, politikai aktivista
- Leo Sayer zenész
- Percy Bysshe Shelley költő

## Látnivalók

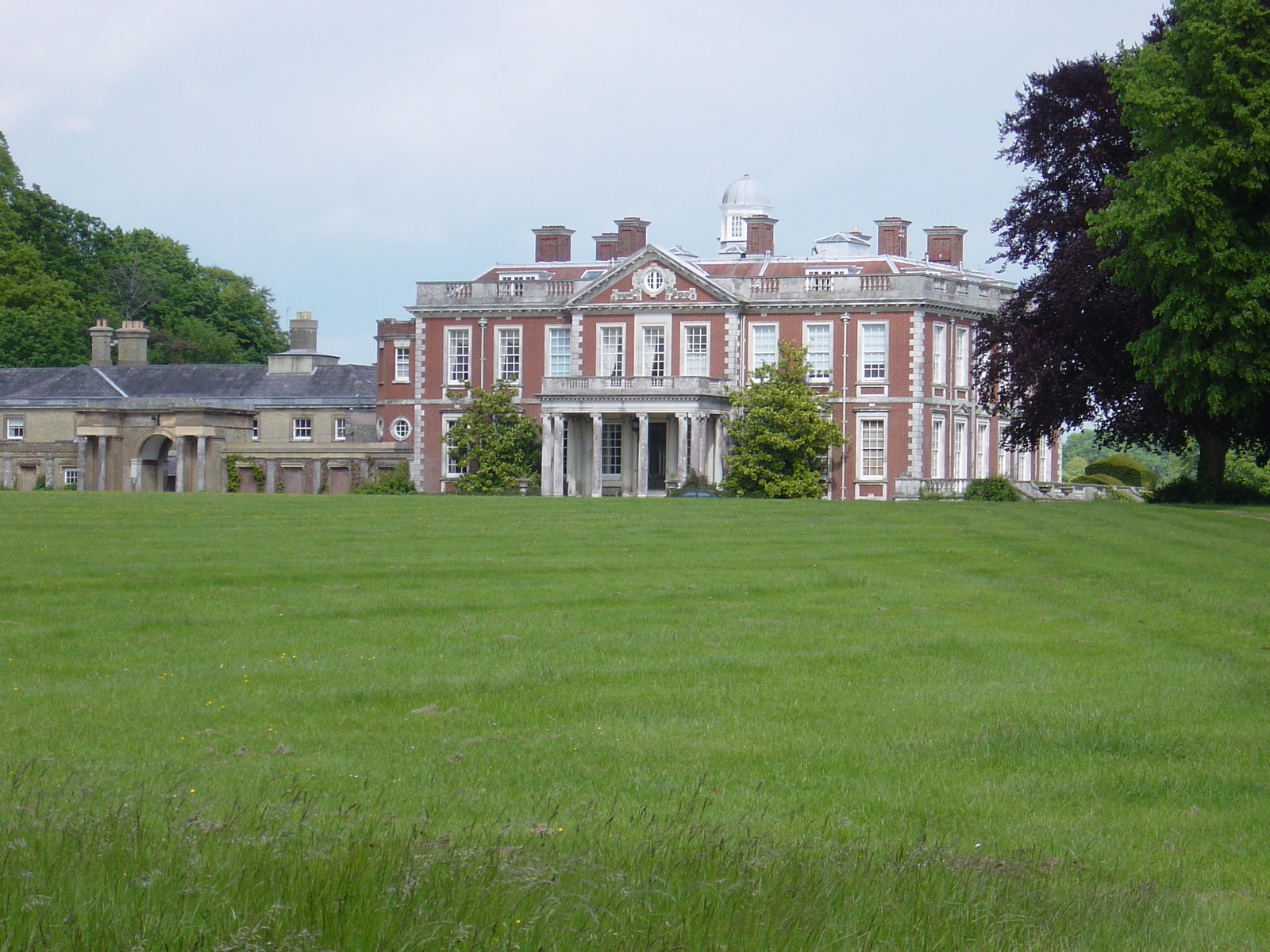
Stansted House
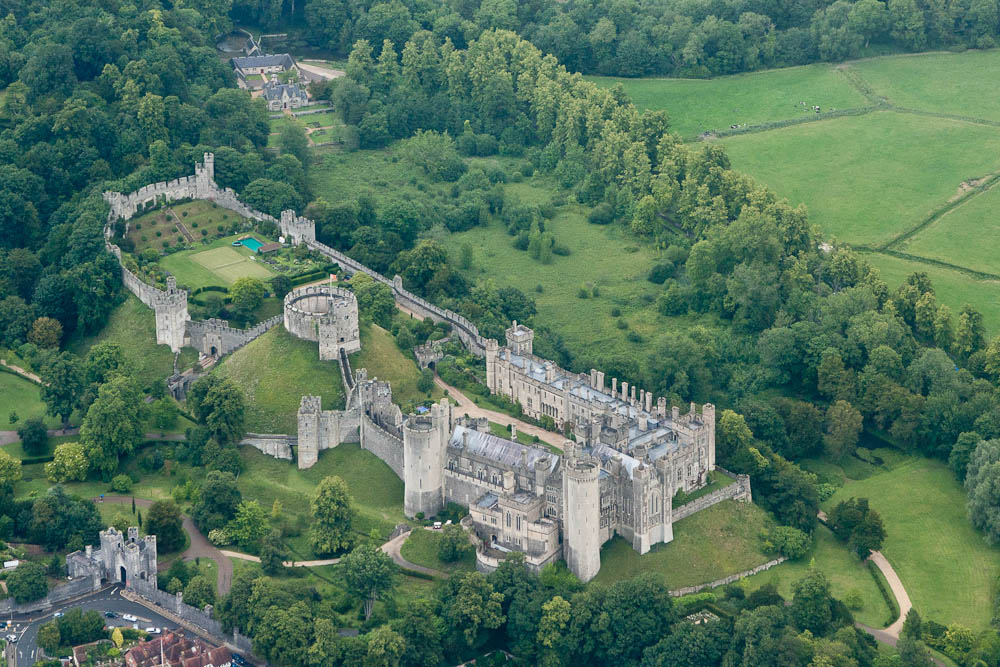
Arundel vára
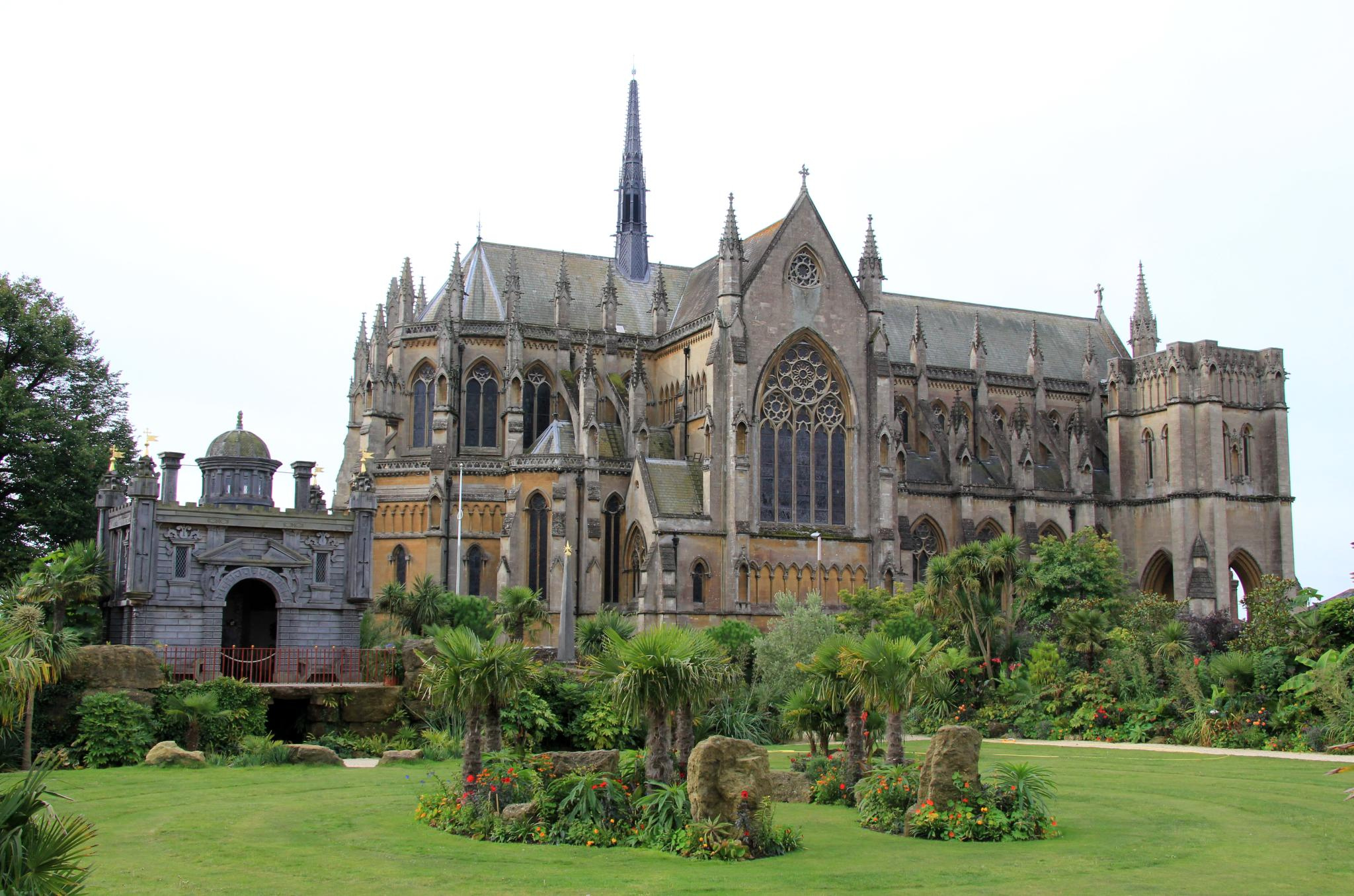
Arundel katedrálisa
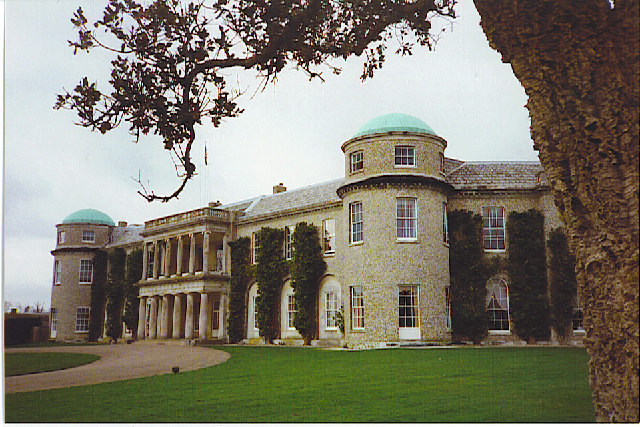
Goodwood House
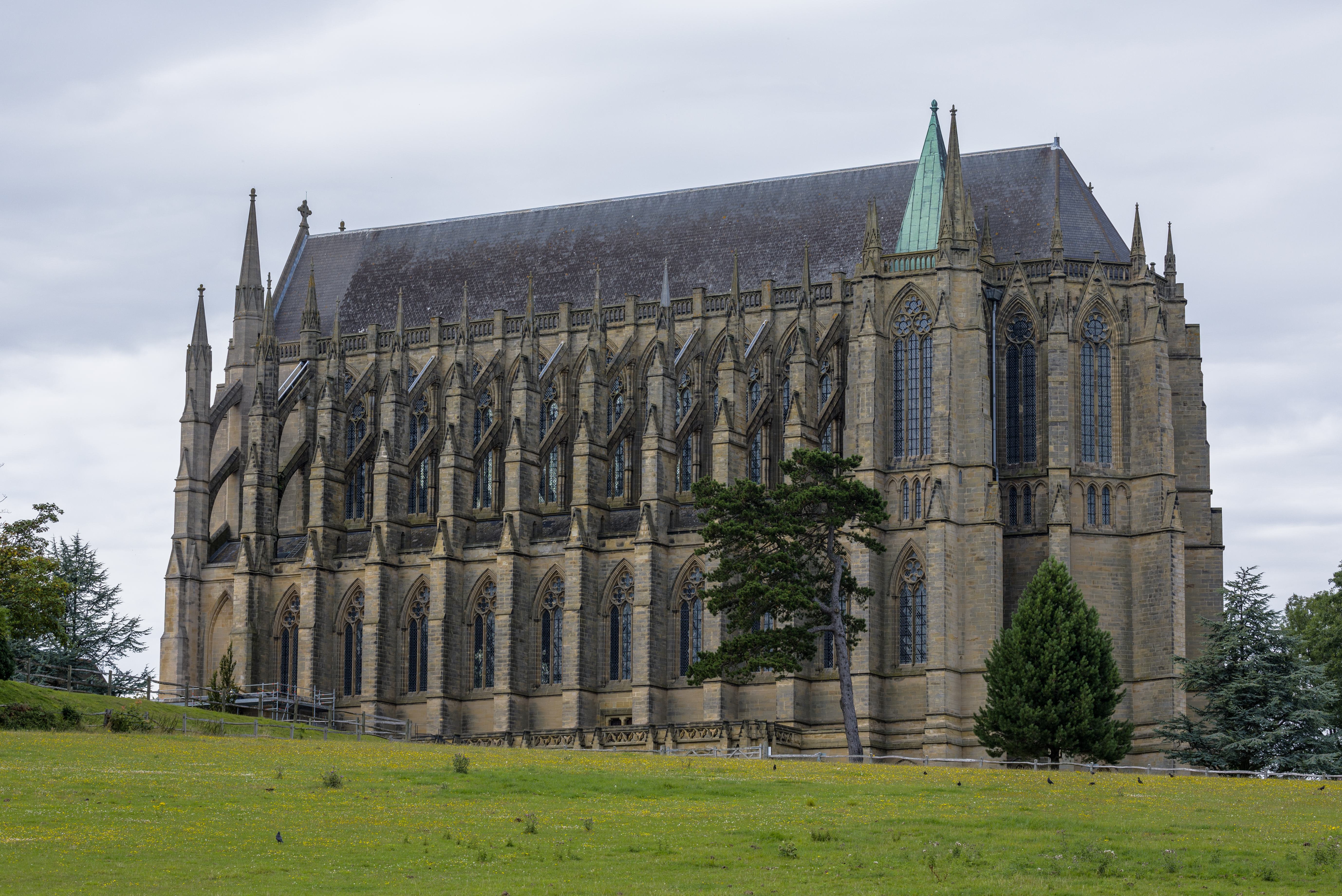
Lancing College gótikus kápolnája
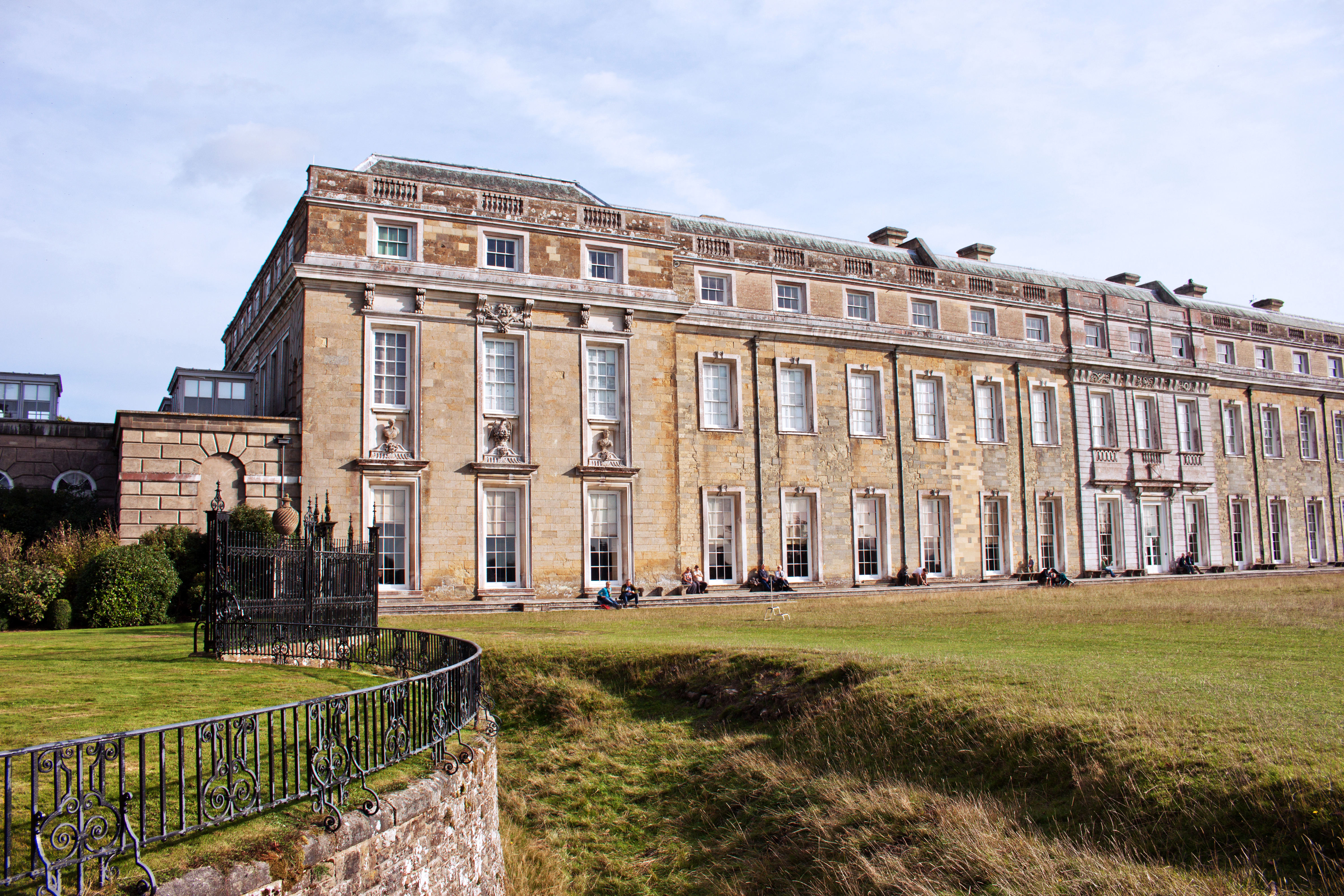
Petworth House és dámvadak lakta parkja
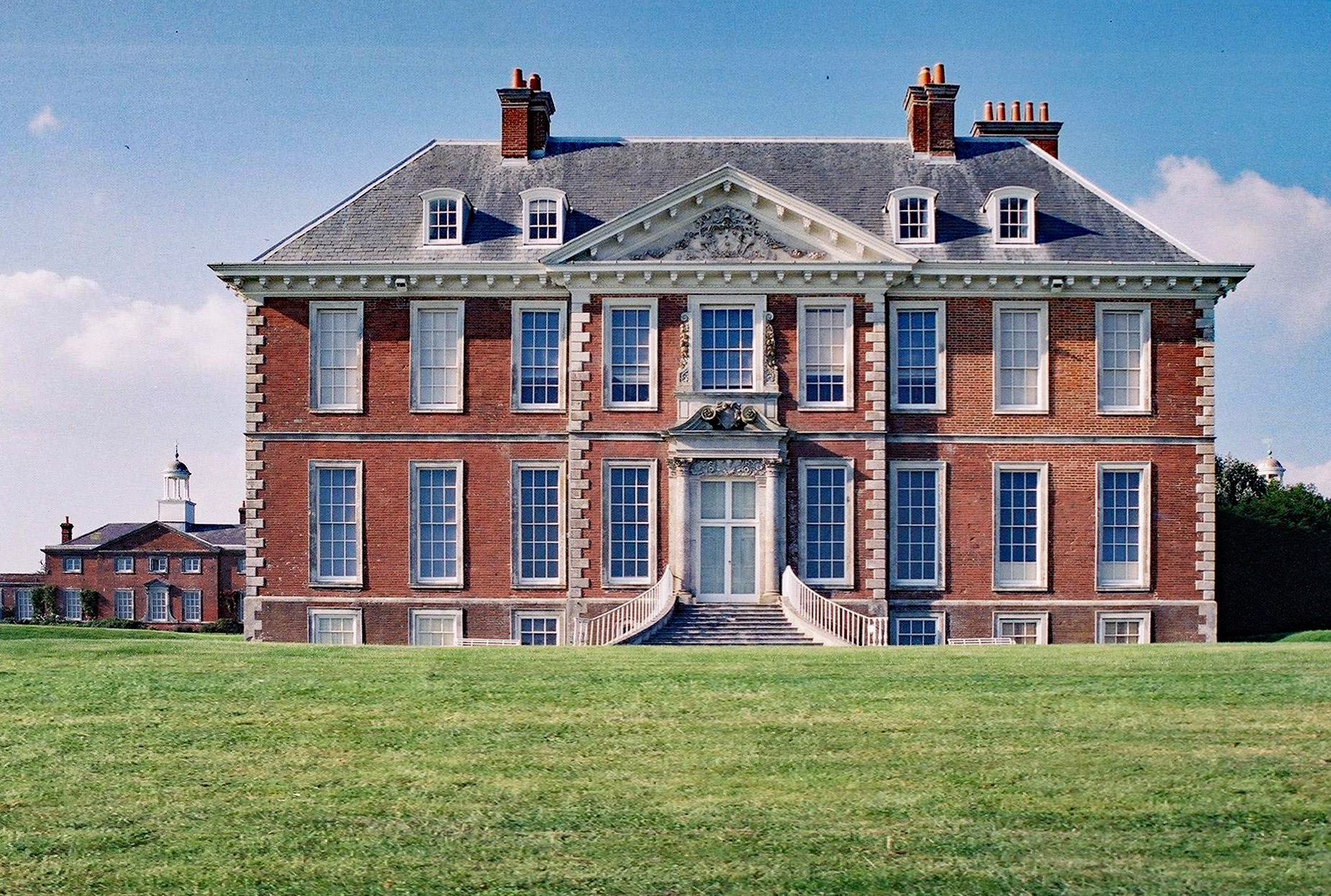
Uppark
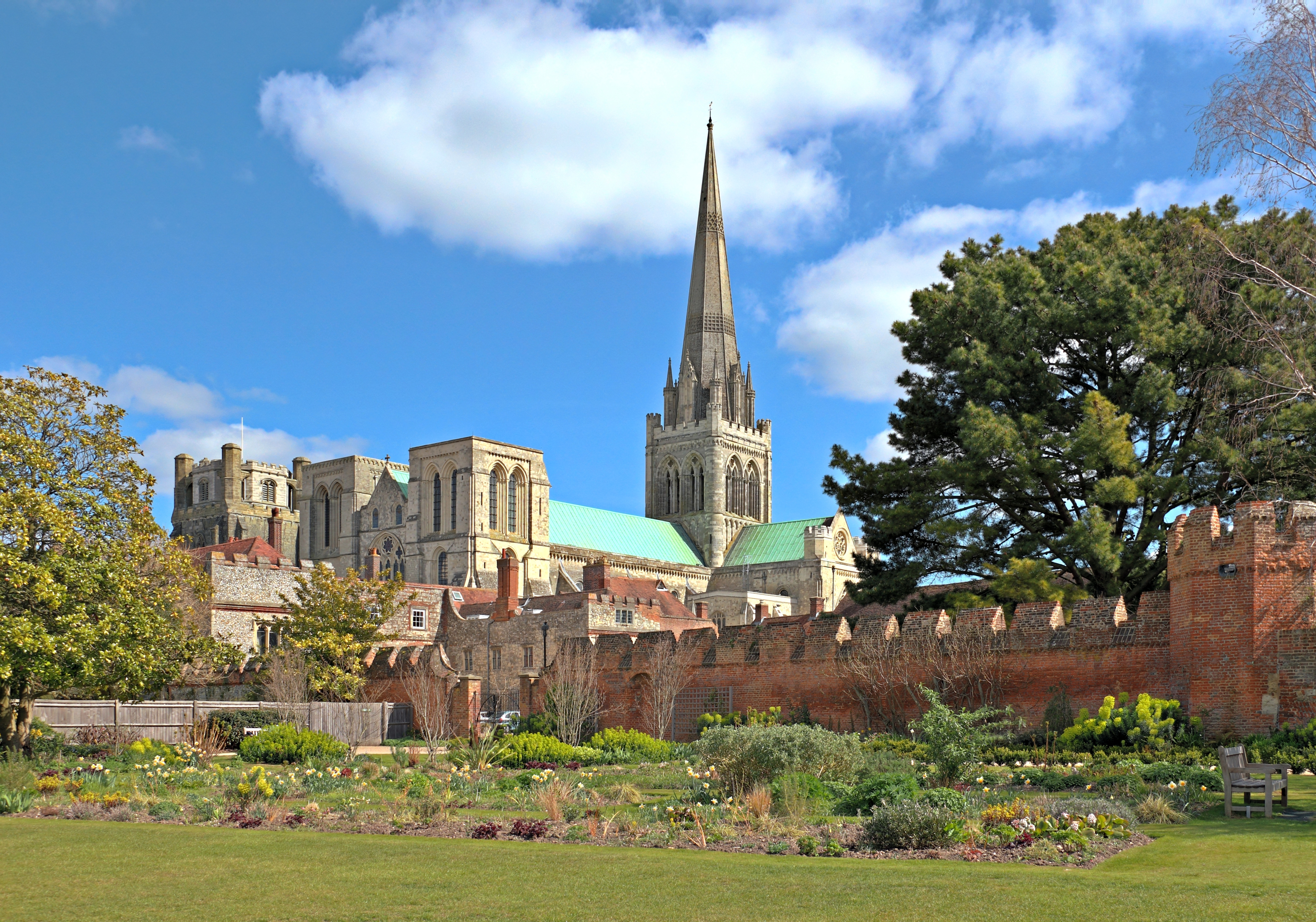
Chichester katedrálisa

## Fordítás
Ez a szócikk részben vagy egészben  a   West Sussex című angol Wikipédia-szócikk ezen változatának fordításán alapul.  Az eredeti cikk szerkesztőit annak laptörténete sorolja fel. Ez a jelzés csupán a megfogalmazás eredetét és a szerzői jogokat jelzi, nem szolgál a cikkben szereplő információk forrásmegjelöléseként.

## Külső hivatkozások
- A megyei tanács honlapja (angolul)